# NGC 1306
NGC 1306 este o emission-line galaxy⁠(d) situată în constelația Cuptorul. A fost descoperită în 1886 de către Ormond Stone⁠(d). Se află la o distanță de 18,99 megaparseci de Pământ.